# Wszystko albo nic (film 1997)
Wszystko albo nic (ang. Hav Plenty) – amerykański film komediowy z 1997 roku, w reżyserii Christophera Scotta Cherota. Premiera filmu miała miejsce 11 września 1997.

## Obsada
- Christopher Scott Cherot - Lee Plenty
- Chenoa Maxwell - Havilland Savage
- Tammi Katherine Jones - Caroline Gooden
- Robinne Lee -Leigh Darling
- Hill Harper - Michael Simmons
- Reginald James - Felix Darling
- Kim Harris - Bobby Montgomery
- Betty Vaughn - Grandma Moore
- Margie St. Juste - Alexandria Beaumont
- Chuck Baron - Mr. Savage
- Michelle Turner - Sylvia Savage
- Paula Gene Reese - Evelyn